# ジョー・ローンチブリー
ジョー・ローンチブリー（Joe Launchbury、1991年4月12日 - ）は、プレミアシップハーレクインズに所属するラグビーユニオン選手。

## プロフィール
- イングランド・エクセター出身。
- ポジションはロック(LO)。
- 身長 196cm、体重 126kg
- U20イングランド代表に選ばれたことがある[1]。
- イングランド代表キャップは69（2020年12月現在）でラグビーワールドカップ2015・ラグビーワールドカップ2019のイングランド代表に選ばれた[2]。

## 略歴
ワージングを経て、2010年、ワスプスに加入。 
2017年、ワスプスの主将に就任した。
2022年、ワスプス破産による活動休止に伴い、同年11月トヨタヴェルブリッツに加入。同年12月25日に行われたJAPAN RUGBY LEAGUE ONE第1節三菱重工相模原ダイナボアーズ戦にて途中出場で日本での公式戦初出場を果たした。
2023年5月、ハーレクインズに加入。